# Hossein Mahini
Hossein Mahini (Bushehr, 16 september 1986) is een Iraans voetballer die speelt als verdediger. In 2011 maakte hij zijn debuut in het Iraans voetbalelftal.

## Clubcarrière
Mahini begon zijn professionele voetbalcarrière bij de Iraanse club Esteghlal Ahvaz FC in het seizoen 2005/06. In zijn tweede seizoen bij de club bereikte het team de tweede plaats in de competitie, twee punten achter Saipa FC. Aan het einde van het vijfde en laatste seizoen van Mahini bij Esteghlal degradeerde de club uit de Iran Pro League door als laatste te eindigen. Het daaropvolgende jaar speelde hij bij Zob Ahan FC in dezelfde competitie. Zijn debuut maakte hij op 28 april 2011 in een wedstrijd tegen Foolad FC, die in een 1–1 gelijkspel eindigde. In de AFC Champions League 2010 speelde Mahini voor Zob Ahan vier wedstrijden, waaronder de finale tegen Seongnam Ilhwa Chunma op 13 november, die eindigde in een 3–1 overwinning voor de Zuid-Koreanen. Op 7 juli 2012 tekende Mahini een tweejarig contract bij Persepolis FC. In zijn eerste twee seizoenen bij de club was hij een basisspeler, met in de seizoenen 2012/13 en 2013/14 respectievelijk 30 en 25 gespeelde competitiewedstrijden. In het seizoen 2014/15 miste hij geen minuut speeltijd van de eerste zeven speelrondes; Mahini had in mei 2014 zijn contract bij Persepolis tot juni 2017 verlengd, maar in oktober tekende hij een huurcontract bij Malavan FC om zo zijn periode in dienstplicht te volmaken.

## Interlandcarrière
In 2006 bereikte Mahini met het Iraans voetbalelftal onder 23 de halve finale van de Aziatische Spelen, die werden gehouden in Doha. De wedstrijd werd van Qatar verloren, waarna de troostfinale gewonnen werd van Zuid-Korea, wat een bronzen medaille opleverde. Uiteindelijk speelde hij slechts twee interlands voor het juniorenelftal van Iran. Tussen 2007 en 2011 werd hij niet opgeroepen voor een nationaal team, tot bondscoach Carlos Queiroz Mahini opriep op 27 mei 2011 voor een trainingskamp van het Iraans voetbalelftal.
Op 17 juli 2011 maakte Hossein Mahini zijn debuut voor Iran in een vriendschappelijke interland tegen Madagaskar. In 2011 en 2012 was hij actief in het kwalificatietoernooi voor het wereldkampioenschap voetbal 2014. Van de negen wedstrijden waarin hij meespeelde, werd er één verloren (vijf winst, drie gelijk). Op het toernooi in Brazilië had hij een plaats op de reservebank en werd hij in geen van de drie groepswedstrijden ingezet.
| Interlands van Hossein Mahini voor Iran | Interlands van Hossein Mahini voor Iran | Interlands van Hossein Mahini voor Iran | Interlands van Hossein Mahini voor Iran | Interlands van Hossein Mahini voor Iran | Interlands van Hossein Mahini voor Iran | Interlands van Hossein Mahini voor Iran |
| №                                       | Datum                                   | Wedstrijd                               | Uitslag                                 | Soort wedstrijd                         | Doelpunten                              |                                         |
| Als speler bij Zob Ahan FC              | Als speler bij Zob Ahan FC              | Als speler bij Zob Ahan FC              | Als speler bij Zob Ahan FC              | Als speler bij Zob Ahan FC              | Als speler bij Zob Ahan FC              | Als speler bij Zob Ahan FC              |
| --------------------------------------- | --------------------------------------- | --------------------------------------- | --------------------------------------- | --------------------------------------- | --------------------------------------- | --------------------------------------- |
| 1.                                      | 17 juli 2011                            | Iran – Madagaskar                       | 1 – 0                                   | Vriendschappelijk                       | 0                                       |                                         |
| 2.                                      | 2 september 2011                        | Iran – Indonesië                        | 3 – 0                                   | Kwalificatie WK 2014                    | 0                                       |                                         |
| 3.                                      | 5 oktober 2011                          | Iran – Palestina                        | 7 – 0                                   | Vriendschappelijk                       | 0                                       |                                         |
| 4.                                      | 11 oktober 2011                         | Iran – Bahrein                          | 6 – 0                                   | Kwalificatie WK 2014                    | 0                                       |                                         |
| 5.                                      | 11 november 2011                        | Bahrein – Iran                          | 1 – 1                                   | Kwalificatie WK 2014                    | 0                                       |                                         |
| 6.                                      | 15 november 2011                        | Indonesië – Iran                        | 1 – 4                                   | Kwalificatie WK 2014                    | 0                                       |                                         |
| 7.                                      | 23 februari 2012                        | Iran – Jordanië                         | 2 – 2                                   | Vriendschappelijk                       | 0                                       |                                         |
| 8.                                      | 29 februari 2012                        | Iran – Qatar                            | 2 – 2                                   | Kwalificatie WK 2014                    | 0                                       |                                         |
| 9.                                      | 2 mei 2012                              | Iran – Mozambique                       | 3 – 0                                   | Vriendschappelijk                       | 0                                       |                                         |
| 10.                                     | 27 mei 2012                             | Albanië – Iran                          | 1 – 0                                   | Vriendschappelijk                       | 0                                       |                                         |
| 11.                                     | 3 juni 2012                             | Oezbekistan – Iran                      | 0 – 1                                   | Kwalificatie WK 2014                    | 0                                       |                                         |
| 12.                                     | 12 juni 2012                            | Iran – Qatar                            | 0 – 0                                   | Kwalificatie WK 2014                    | 0                                       |                                         |
| Als speler bij Persepolis FC            |                                         |                                         |                                         |                                         |                                         |                                         |
| 13.                                     | 5 september 2012                        | Jordanië – Iran                         | 0 – 0                                   | Vriendschappelijk                       | 0                                       |                                         |
| 14.                                     | 11 september 2012                       | Libanon – Iran                          | 1 – 0                                   | Kwalificatie WK 2014                    | 0                                       |                                         |
| 15.                                     | 16 oktober 2012                         | Iran – Zuid-Korea                       | 1 – 0                                   | Kwalificatie WK 2014                    | 0                                       |                                         |
| 16.                                     | 6 november 2012                         | Iran – Tadzjikistan                     | 6 – 1                                   | Vriendschappelijk                       | 0                                       |                                         |
| 17.                                     | 22 mei 2013                             | Oman – Iran                             | 3 – 1                                   | Vriendschappelijk                       | 0                                       |                                         |
| 18.                                     | 15 oktober 2013                         | Iran – Thailand                         | 2 – 1                                   | Kwalificatie AK 2015                    | 0                                       |                                         |
| 19.                                     | 19 november 2013                        | Libanon – Iran                          | 1 – 4                                   | Kwalificatie AK 2015                    | 0                                       |                                         |
| 20.                                     | 3 maart 2014                            | Iran – Koeweit                          | 3 – 2                                   | Kwalificatie AK 2015                    | 0                                       |                                         |
| 21.                                     | 18 mei 2014                             | Wit-Rusland – Iran                      | 0 – 0                                   | Vriendschappelijk                       | 0                                       |                                         |
| 22.                                     | 30 mei 2014                             | Angola – Iran                           | 1 – 1                                   | Vriendschappelijk                       | 0                                       |                                         |
| 23.                                     | 8 juni 2014                             | Trinidad en Tobago – Iran               | 0 – 2                                   | Vriendschappelijk                       | 0                                       |                                         |

Bijgewerkt op 26 april 2016.

## Statistieken
| Seizoen         | Club              |                 | Competitie      | Competitie | Competitie | Beker | Beker | Internationaal | Internationaal | Totaal | Totaal |
| Seizoen         | Club              | Wed.            | Competitie      | Dlp.       | Wed.       | Dlp.  | Wed.  | Dlp.           | Wed.           | Dlp.   |        |
| --------------- | ----------------- | --------------- | --------------- | ---------- | ---------- | ----- | ----- | -------------- | -------------- | ------ | ------ |
| 2005/06         | Estghlal Ahvaz FC | Vlag van Iran   | Iran Pro League | 2          | 0          | 0     | 0     | –              | –              | 2      | 0      |
| 2006/07         | Estghlal Ahvaz FC | Vlag van Iran   | Iran Pro League | 6          | 0          | 0     | 0     | –              | –              | 6      | 0      |
| 2007/08         | Estghlal Ahvaz FC | Vlag van Iran   | Iran Pro League | 28         | 1          | 2     | 0     | –              | –              | 30     | 1      |
| 2008/09         | Estghlal Ahvaz FC | Vlag van Iran   | Iran Pro League | 29         | 1          | 1     | 0     | –              | –              | 30     | 1      |
| 2009/10         | Estghlal Ahvaz FC | Vlag van Iran   | Iran Pro League | 30         | 1          | 1     | 0     | –              | –              | 31     | 1      |
| Club totaal     | Club totaal       | Club totaal     | Club totaal     | 95         | 3          | 4     | 0     | 0              | 0              | 99     | 3      |
| 2010/11         | Zob Ahan FC       | Vlag van Iran   | Iran Pro League | 31         | 2          | 0     | 0     | 12             | 0              | 43     | 2      |
| 2011/12         | Zob Ahan FC       | Vlag van Iran   | Iran Pro League | 30         | 1          | 0     | 0     | 1              | 0              | 31     | 1      |
| Club totaal     | Club totaal       | Club totaal     | Club totaal     | 61         | 3          | 0     | 0     | 13             | 0              | 74     | 3      |
| 2012/13         | Persepolis FC     | Vlag van Iran   | Iran Pro League | 30         | 1          | 5     | 1     | –              | –              | 35     | 2      |
| 2013/14         | Persepolis FC     | Vlag van Iran   | Iran Pro League | 25         | 0          | 0     | 0     | –              | –              | 25     | 0      |
| 2014/15         | Persepolis FC     | Vlag van Iran   | Iran Pro League | 7          | 0          | 0     | 0     | –              | –              | 7      | 0      |
| Club totaal     | Club totaal       | Club totaal     | Club totaal     | 62         | 1          | 5     | 1     | 0              | 0              | 67     | 2      |
| 2015/16         | → Malavan FC      | Vlag van Iran   | Iran Pro League | 24         | 1          | 0     | 0     | –              | –              | 24     | 1      |
| Club totaal     | Club totaal       | Club totaal     | Club totaal     | 24         | 1          | 0     | 0     | 0              | 0              | 24     | 1      |
| Carrière totaal | Carrière totaal   | Carrière totaal | Carrière totaal | 242        | 8          | 9     | 1     | 13             | 0              | 264    | 9      |

Bijgewerkt op 26 april 2016.